# Loi du 10 décembre 2003 modifiant la loi du 25 juillet 1952 relative au droit d'asile
Lire en ligne

lire sur légifrance

Loi du 26 novembre 2003 relative à la maîtrise de l'immigration, au séjour des étrangers en France et à la nationalité Loi du 23 janvier 2006 relative à la lutte contre le terrorisme
La Loi du 10 décembre 2003 modifiant la loi du 25 juillet 1952 relative au droit d'asile est une loi française du Gouvernement Jean-Pierre Raffarin. 
Elle crée la protection subsidiaire en remplacement de l'asile territorial, pour les personnes menacées dans leur pays d’origine de peine de mort, de torture ou de « peines ou traitements inhumains ou dégradants », ou encore aux civils dont la vie y est gravement, individuellement et directement menacée du fait « d’une violence généralisée résultant d’une situation de conflit armé interne ou international ».  
La loi de 2003 institue également la demande d’asile unique auprès de l’OFPRA. 

## Documents
- Dossier législatif: « LOI n° 2003-1176 du 10 décembre 2003 modifiant la loi n° 52-893 du 25 juillet 1952 relative au droit d'asile - Dossiers législatifs - Légifrance », sur www.legifrance.gouv.fr (consulté le 21 octobre 2024)